# Johann Kaspar Aiblinger
Johann Kaspar Aiblinger (ur. 23 lutego 1779 w Wasserburg am Inn, zm. 6 maja 1867 w Monachium) – niemiecki kompozytor i dyrygent.

## Życiorys
Był synem kupca. Jako dziecko uczył się muzyki w seminarium klasztornym benedyktynów w Tegernsee. Studiował filozofię i teologię na uniwersytecie w Landshut, uczył się też w Monachium u Josepha Schletta i w Bergamo u Johanna Simona Mayra. W latach 1804–1811 działał w Vicenzy, Mediolanie i Wenecji. W latach 1819–1823 był kapelmistrzem opery włoskiej w Monachium. W 1823 roku otrzymał posadę wicekapelmistrza teatru królewskiego, a w 1826 roku kapelmistrza na monachijskim dworze. W 1833 roku udał się w podróż do Włoch celem zebrania repertuaru z zakresu muzyki dawnej. Od 1837 do 1864 roku pełnił funkcję kapelmistrza w kościele Wszystkich Świętych w Monachium.
Komponował wielogłosowe utwory religijne, msze, litanie, pieśni, psalmy, napisał też operę Rodrigo und Chimene (wyst. Monachium 1821).